# Стрибезький
Стрибезький — струмок в Україні, у Романівському районі Житомирської області, ліва притока Шийки (басейн Дніпра).

## Опис
Довжина струмка 12 км. Формується з декількох безіменних струмків та 2 водойм. Площа басейну 41,3 км².

## Розташування
Бере початок на південному сході від села Новохатки. Тече на південний схід у межах села Жовтий Брід і на околиці села Вила впадає в річку Шийку, притоку Тетерева.

## Риби Стрибезького
У струмку водяться щука звичайна, карась звичайний, окунь, пічкур та плітка звичайна.